# Рудольф Вайгль
Рудольф Штефан Ян Вайґль (пол. Rudolf Stefan Jan Weigl (Wejgel); 2 вересня 1883, Моравське маркграфство — 11 серпня 1957, Закопане, Польща) — польский  лікар, біолог, імунолог. Виготовив вакцину проти епідемічного висипного тифу.

## Біографія

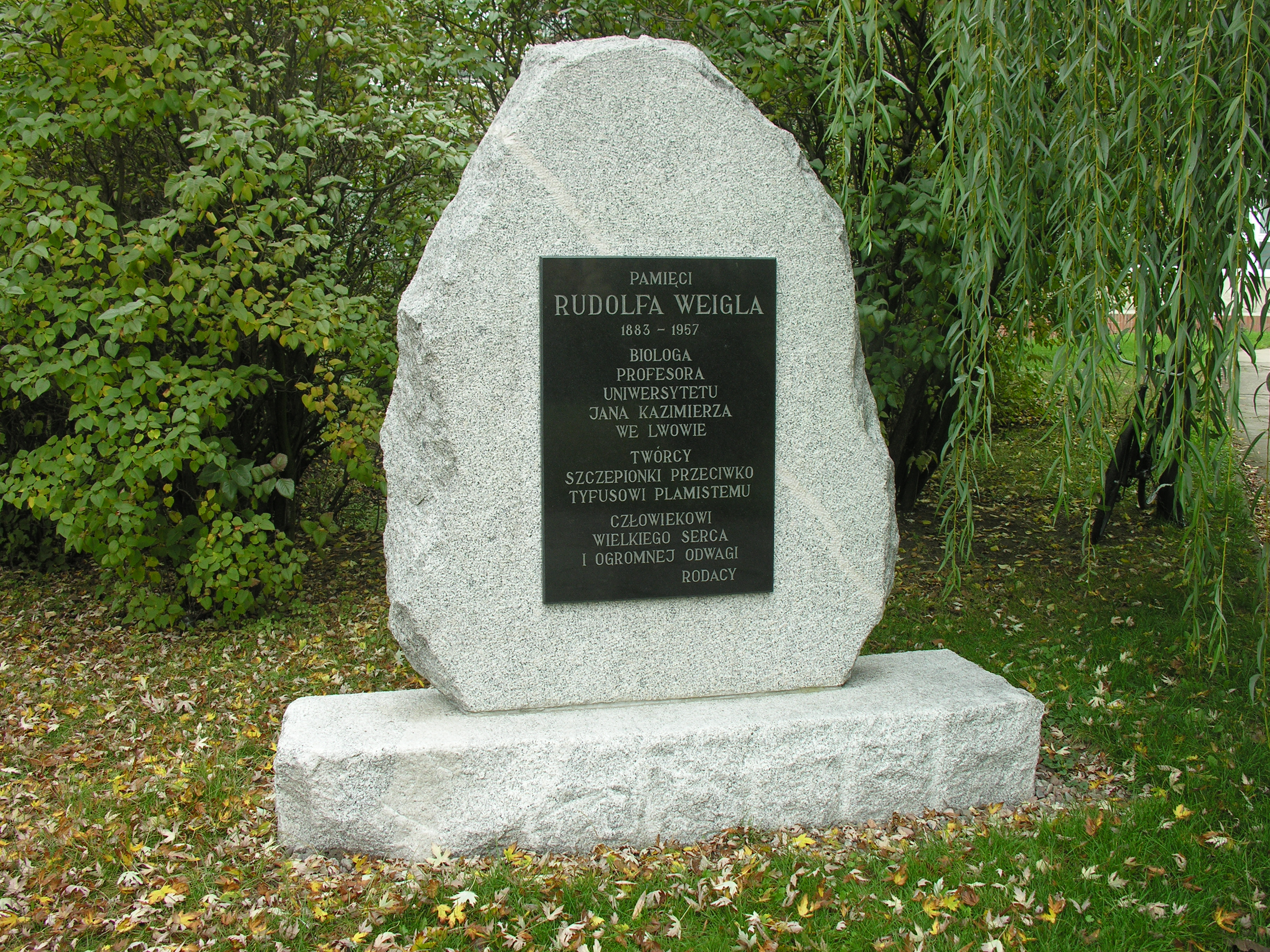
Пам'ятник Рудольфу Вайґлю у Вроцлаві

Рудольф Вайґль народився 2 вересня 1883 року у Моравському маркграфстві. Його батьками були чеські німці. У п'ятирічному віці він втратив батька. Ним опікувався вітчим, який був учителем гімназії у Стрию, яку закінчив Рудольф.
Пізніше навчався у Львівському університеті на біологічному факультеті. Після студіювання майбутній вчений працював асистентом професора Йозефа Насбаума-Гіляровича, під керівництвом якого захистив докторську дисертацію та став викладати у Львівському університеті.
З початком Першої світової війни Рудольф Вайґль потрапив до армії, де служив військовим лікарем. Майбутній науковець стикнувся з епідемією епідемічного висипного тифу серед австрійських військових і російських полонених. У 1918 році Вайґль виготовив вакцину проти епідемічного висипного тифу, що врятувала життя багатьох людей. У процесі роботи він сам заразився і перехворів цією хворобою. Виготовлену вакцину вперше випробував на собі. Його дослідження надалі використав у роботі з викорінення епідемічного висипного тифу його учень Генрик Мосінг.
У 1920 році у Львові створили Науково-дослідний інститут висипного тифу та вірусів Рудольфа Вайгеля, який проіснував, керований професором, до 1944 року.
Викладав у Львівському університеті Яна Казимира. Виїздив у наукові закордонні відрядження з метою поширення свого видатного відкриття. Під час Другої світової війни працював в окупованому нацистами Львові, що спричинило безпідставні звинувачення у колабораціонізмі (пізніше з цих причин науковець не зміг стати Нобелівським лауреатом). Незважаючи на підтверджену участь вченого в Русі опору нацистам і його допомогу потерпаючим від війни, науковець зазнав переслідування з боку комуністичної влади й вимушений був залишити Львів та емігрувати до Польщі.
Після війни завідував кафедрою біології у Краківському університеті, пізніше працював у Познані, у Медичному університеті.
У 1951 році пішов на пенсію. Помер у 1957 році в місті Закопане.
У 2003 році був зачислений до Праведників народів світу.

## Нагороди
- Командорський Хрест із зіркою ордена Відродження Польщі (посмертно);
- Командорський хрест ордена Відродження Польщі (1930)[8]:
- Орден Леопольда I (Бельгія);
- Великий хрест ордена святого Григорія Великого (Ватикан);
- Протягом 9 років номіновувався на Нобелівську премію з фізіології або медицини (1930—1934, 1936—1939)[9].